# Pendulum (Gijs Assmann)

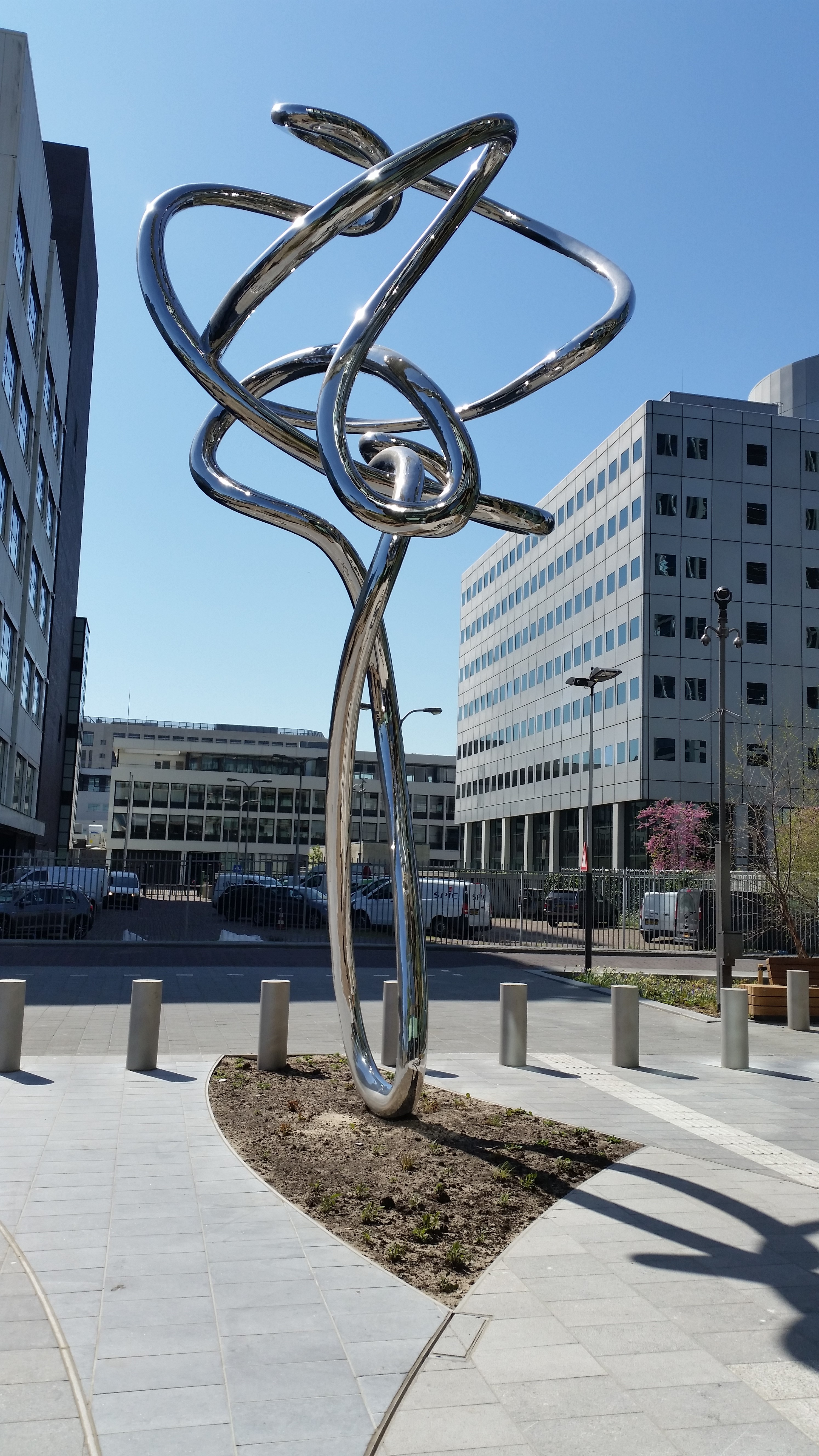
Pendulum tegenover lucht (april 2020)

Pendulum is een artistiek kunstwerk in Amsterdam-Zuid.
Het beeld verscheen in het kader van de percentageregeling van de Rijksgebouwendienst bij de bouw van het Vivaldigebouw voor het nieuwe adres van Europees Geneesmiddelenbureau aan de Domenico Scarlattilaan 6. Er werd een wedstrijd uitgeschreven die Gijs Assmann won. Hijzelf is van mening dat hij onder meer gekozen werd omdat hij zich niet terugtrok in een atelier, maar gesprekken voerde met het personeel dat de overstap maakte van Londen (oude vestiging) naar Amsterdam (nieuwe vestiging). Hij stelde diverse werken voor; de kunstcommissie koos uiteindelijk voor Pendulum. Assmann kwam met een voor hem nieuwe uiting, alhoewel ook gelijkenissen met ouder werk te zien zouden zijn. Die basiszaken zijn knopen, slierten, zweven en vliegen, balans/evenwicht in het kunstwerk. Afwijkend is de vorm en ook het materiaal was nieuw voor hem. Hij zelf omschreef het beeld als lijntekening en volumineus zonder volume. Het is hoog, breed en diep maar tegelijkertijd leeg. Het overgrote deel van het beeld is lucht. Door hoogglanzend gepolijst roestvast staal te gebruiken weerspiegelt het gebouw in delen van de slingerende buis; bij elke beweging van de kijker verandert daardoor het beeld. Assmann liet zich inspireren door de structuur van enzymen, en de transparantie die het bureau moet uitstralen. 
Het beeld is gefabriceerd bij een gieterij in Pirna en werd in maart 2020 per dieplader naar Amsterdam vervoerd. In het negen meter hoge beeld is een buis van 54 meter lengte verwerkt met een totaal gewicht van 9000 kilogram. 